# Palisota gracilior
Palisota gracilior är en himmelsblomsväxtart som beskrevs av Gottfried Wilhelm Johannes Mildbraed. Palisota gracilior ingår i släktet Palisota och familjen himmelsblomsväxter.
Artens utbredningsområde är Kamerun. Inga underarter finns listade.